# David Hasselhoff
David Michael Hoff, nascut com David Michael Hasselhoff (17 de juliol de 1952, Baltimore, Maryland), és un actor, productor i músic estatunidenc també conegut com "The Hoff". Té origen alemany i irlandès per part paterna i per part materna anglesa.

## Biografia
Una vegada acabat l'institut va ingressar en l'Institut d'Arts de Califòrnia. Un dia mentre, treballava en el restaurant, va ser descobert per un responsable de castings, que li va fer algunes proves. Gràcies a aquestes va aconseguir els seus primers papers, amb breus aparicions en algunes sèries, com en The Young and the Restless (1973) i Police Story. A poc a poc va ser fent-se un buit en la indústria a la fi dels 70' i va aparèixer en èxits com The Love Boat 1977- 1986 (va sortir en dos episodis, un en 1980 i un altre en 1981).
Però la seva gran oportunitat va arribar el 1982 amb la sèrie Knight Rider (El coche fantástico a Espanya), sèrie per la qual es va interessar des que va conèixer el projecte. La sèrie va ser un enorme èxit, tant a Europa com a Amèrica. Es va mantenir en antena durant quatre anys (1982 - 1986). En ella interpretava a Michael Knight. L'èxit d'aquesta sèrie va popularitzar la seva imatge a nivell mundial.
Després de la finalització de la sèrie va entrar en una forta crisi professional, ja que no aconseguia que li oferissin cap treball interessant; el que li va fer plantejar-se el final de la seva carrera com a actor. Feliçment paral·lel al final de la sèrie va decidir dedicar-se a la seva altra passió, la música.
Va gravar el seu primer disc, titulat Night Rocker, el 1985. El 1989 uns productors televisius li van comentar la idea que tenien per a una sèrie, les vides d'uns vigilants a les platges de Malibu. Al principi no li va interessar el projecte, ja que volia ser reconegut per la seva labor interpretativa, no pel seu físic. Però quan va arribar a les seves mans el guió de l'episodi pilot va canviar d'idea, argumentant que darrere hi havia autèntiques històries que reflectien la vida real dels vigilants d'una platja, els incidents, els petits drames que tenen lloc, els salvaments, la qual cosa el va fer acceptar l'oferta. Des de llavors la carrera de David va tornar a agafar força, arribant encara més lluny que en els seus millors dies en Knight Rider (El cotxe fantàstic a Espanya). La sèrie en qüestió es titula Baywatch (Els vigilants de la platja a Espanya i Els guardians de la badia, a Llatinoamèrica) (1989 - 2001), i David interpretava al tinent Mitch Buchannan, encara que també va exercir de productor. Va participar en ella des del seu inici el 1989 fins a l'any 2000.
El 31 de desembre de 1989, David va esdevenir el primer nord-americà a cantar a Alemanya Oriental, en interpretar sobre el mur de Berlín, recentment esfondrat, el single Looking for Freedom.
Al mateix temps que rodava la sèrie seguia participant en nombrosos telefilmes. El 1992 roda L'Anell dels Mosqueters, al costat de Corbin Bernsen i John Rhys-Davies entre d'altres. En aquesta pel·lícula, David interpretava a D'Artagnan.
El 1995, ell mateix va crear un spin-off del seu personatge de Baywatch, titulat Els vigilants de la nit. En ella Mitch obria una agència de detectius, al costat d'un amic. Aquest to detectivesc es perdria amb el pas dels episodis, donant-li un toc paranormal, molt a l'estil de la sèrie que triomfava per aquella època, The X-Files. Només va estar en antena durant 3 anys (1995 - 1997). A Espanya va ser emesa per Antena 3 Televisió a altes hores de la matinada.
El 1998 interpretaria per a la pantalla petita l'adaptació d'un còmic de Marvel, Nick Fury: Agent of Shield. En la qual donava vida al personatge del títol. Se suposava que era l'episodi pilot d'una nova sèrie, però l'escàs acolliment que va tenir aquest episodi va donar al trast amb el projecte. A Espanya va ser emesa per Antena 3 Televisió en un horari de màxima audiència, a la nit i sota un títol que va despistar als teleespectadors: Objectiu: Manhattan.
També s'ha prodigat en el teatre: el 2001 interpretaria Jekyll & Hyde: The Musical, on donava vida al famós doctor.
El 2004 Hasselhoff va ser triat per completar el repartiment de la representació teatral de Chicago, en els escenaris londinencs. En ella va donar vida al mateix personatge que interpretava Richard Gere en la versió cinematogràfica, l'advocat Billy Flynn.
A l'una que es dedicava a la interpretació també mantenia la seva carrera com a cantant, arribant a editar 14 discos fins a l'actualitat, sent l'últim un disc de versions de conegudes cançons americanes, Sings America (2004). Entre ells es va destacar Looking For Freedom (1989), que va esdevenir tot un èxit a Alemanya, convertint-se en triple platí i sent número u durant tres mesos en les llistes de vendes d'aquest país.
En la vida privada, i després de diverses relacions frustrades, David es va casar amb l'actriu Pamela Bach, de 29 anys. La parella va tenir dues filles: Taylor Ann i Hayley Amber. En 2006 David i Pamela es van divorciar.
Últimament l'hi ha pogut veure en breus cameos per a la pantalla gran. En la pel·lícula de John Waters, A Dirty Shame (2004) tenia un breu paper en el bany d'un avió. Va participar també en Bob Esponja: La pel·lícula (2004), on demostrava tenir sentit de l'humor, ja que s'interpretava a si mateix (vestit amb el seu típic vestit de bany vermell). En Qüestió de pilotes (2004), al costat de Ben Stiller i Vince Vaughn, donava vida al seleccionador d'un equip alemany.
El 2006 va participar en la comèdia d'Adam Sandler, Clic, interpretant al cap d'aquest.
Un projecte que va trigar més a donar llum verda va ser el telefilme, que va servir de pilot, en 2008 per a la nova sèrie Knight Rider, on David va tornar a interpretar a l'intrèpid Michael Knight al final de la pel·lícula.
El 2010 va ser el convidat especial en RAW on va realitzar una baralla de Dives, amb vestit de bany vermell, i Santino Marella com a àrbitre.
El 2011 ha realitzat una col·laboració especial en la pel·lícula Escapoleix de Cervells 2, que va estrenar el 2 de desembre.
El 2012 va gravar un video a Argentina per promocionar les platges de la província de Buenos Aires juntament amb l'actor Emilio Disi.
El nord-americà es va interessar a representar a Països Baixos en el Festival d'Eurovisió 2012.
En 2015 va ser la imatge de l'anunci de Kit Kat.

## Filantrop
Hasselhoff és una persona molt sensibilitzada amb els problemes del món infantil. Va fundar l'organització caritativa Race for life (Carrera per la vida) que recapta diners per a nens malalts, i el Club Hasselhoff, per ajudar a nens amb càncer.

## En la cultura
L'atac que porta el seu nom usa la seva imatge per concienciar als usuaris d'ordinadors de sobretaula de la necessitat de tenir certes mesures de seguretat bàsiques en les seves computadores.

## Filmografia

### Cinema
| Any  | Títol                                                 | Personatge                | Notes                                                       |
| ---- | ----------------------------------------------------- | ------------------------- | ----------------------------------------------------------- |
| 1975 | The Lions Roars Again                                 | ?                         |                                                             |
| 1976 | Revange Of The Cheerleaders                           | ?                         |                                                             |
| 1979 | Star Crash: xoc de galàxies (Starcrash)               | Simon                     |                                                             |
| 1985 | Bridge Across Time                                    | Don Gregory               |                                                             |
| 1987 | Tommy's Magical Book Marker                           | Tommy Andersen            |                                                             |
| 1988 | Strong Times                                          | ?                         |                                                             |
| 1988 | Three Crazy Jerks II                                  | ?                         |                                                             |
| 1988 | Witchery                                              | ?                         |                                                             |
| 1989 | Bail Out                                              | ?                         |                                                             |
| 1990 | The Final Alliance                                    | ?                         |                                                             |
| 1992 | Neon City                                             | ?                         |                                                             |
| 1996 | Dear God                                              | Cameo                     | Aparició Especial (es creu)                                 |
| 1998 | Legacy                                                | Jack Scott                |                                                             |
| 1999 | The Big Tease                                         | Himself                   |                                                             |
| 2000 | The Target Shot First                                 | ?                         |                                                             |
| 2000 | Welcome to Hollywood                                  | Celebritat Apareguda      | Aparició Especial                                           |
| 2001 | Layover                                               | ?                         |                                                             |
| 2002 | The New Guy                                           | Cameo                     |                                                             |
| 2003 | Fugitives Run                                         | ?                         |                                                             |
| 2003 | Els vigilants de la platja: Missió Hawaii (TV)        |                           |                                                             |
| 2004 | Qüestió de pilotes (Dodgeball: A True Underdog Story) | Ell mateix                | Cameo                                                       |
| 2004 | Eurotrip                                              | Ell mateix                | Cameo                                                       |
| 2004 | A Dirty Shame                                         | Ell Mateix                | Cameo                                                       |
| 2004 | Bob Esponja: La Pel·lícula                            | Ell Mateix                | Ajuda a Bob Esponja i a Patricio a arribar a fons de Bikini |
| 2006 | Clic                                                  | John Ammer                | Cap de Michael                                              |
| 2007 | Kickin'It Old Skool                                   | Ell Mateix/Michael Knight | Cameo                                                       |
| 2008 | Anaconda 3: Offspring                                 | Hammet                    | Transmès per SciFi Channel                                  |
| 2011 | Hop: Rebel sense pasqua                               | Ell Mateix                | Director de "Hoff knows Talent"                             |
| 2011 | Fugida de cervells 2                                  | Pare del nuvi             | Producció i adreça espanyola                                |
| 2012 | Piranha 3D                                            | Salvavides: Ell Mateix    |                                                             |
| 2015 | Kung Fury                                             | Hoff 9000                 | Veu de Hoff 9000                                            |
| 2015 | Sharknado 3 Oh Hell No!                               | Gilbert "Gil" Shepherd    |                                                             |
| 2015 | Alleluia! The Devil's Carnival                        | The Designer              |                                                             |
| 2017 | Guardians of the Galaxy Vol. 2                        | Cameo                     |                                                             |
| 2017 | Baywatch                                              | El Mentor                 | Cameo                                                       |
| 2017 | Killing Hasselhoff                                    | ell mateix                |                                                             |

### Televisió
- Sons of Anarchy (2011)
- Knight Rider (2008)
- America's Got Talent (2006 - 2009)
- Still Standing (2006)
- Baywatch: Hawaiian Wedding (2003)
- Shaka Zulu: The Citadel (2001)
- Jekyll & Hyde (2001)
- One True Love (2000)
- Nick Fury: Agent of S.H.I.I.L.D. (1998)
- Night Man (1997) (pilot per a la sèrie)
- Gridlock (1996)
- Baywatch Nights (1995 - 1997)
- Avalanche (1994)
- Ring of the Musketeers (1992)
- The Bulkin Trail (1992)
- Knight Rider 2000 (1991)
- Baywatch (membre del repartiment des de 1989 a 2000), (també coneguda com Els Vigilants de la Platja a Espanya o Guardians de la Badia a Llatinoamèrica).
- Fire and Rain (1989)
- Perry Mason: The Case of the Lady in the Lake (1988)
- Bridge Across Time (1985)
- The Cartier Affair (1984)
- Knight Rider (1982 - 1986), (conegut com L'Acte increïble en Mèxico i Paraguai, L'Acte Fantàstic a Llatinoamèrica, i El Cotxe Fantàstic a Espanya). Knight Rider (sèrie de 2008), (només surt com a actor secundari en el capítol 1).
- Semi-Tough (1980)
- The Love Boat (1980)
- Pleasure Cove (1979)
- Griffin and Phoenix: A Love Story (1976)
- The Young and the Restless (membre del repartiment des de 1975 a 1982)

## Aparicions en musicals
- Chicago (com Billy Flynn) (Londres)
- Jekyll & Hyde (com a Dr. Jekyll/Hyde) (Broadway)
- Grease (com Danny Zucco)
- Jesus Christ Superstar (com Judes Iscariot)
- The Producers (com Roger DeBris) (Las Vegas)
- The Rocky Horror Xou (com a Doctor Frank N. Furter) (Los Angeles)

## Discografia

### Àlbums realitzats
- (2005) David Hasselhoff Sings America Gold Edition
- (2004) The Night Before Christmas
- (2004) David Hasselhoff Sings America
- (2000) Magic Collection
- (1997) Hooked on a Feeling
- (1995) David Hasselhoff
- (1995) Looking for … the Best
- (1994) Du
- (1993) You are Everything
- (1992) Everybody Sunshine
- (1991) David
- (1990) Crazy for You
- (1989) Looking for Freedom
- (1989) Knight Lover
- (1985) Night Rocker

### Singles realitzats
- (2006) Jump in My Car
- (1993) If I Could Only Say Goodbye
- (1993) Wir zwei allein
- (1992) Everybody Sunshine
- (1991) Do the Limb Dance
- (1990) Crazy for You
- (1989) Is Everybody Happy?
- (1989) Our First Night Together
- (1989) Looking for Freedom
- (2007) Bob Esponja, la pel·lícula
- (2015) True Survivor